# Cratera Silverpit

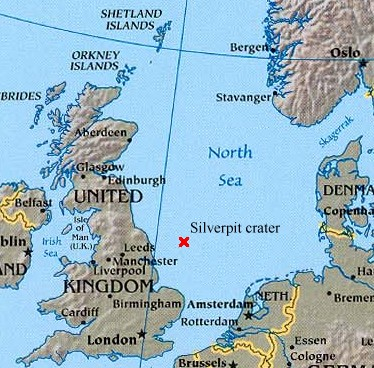
Localização aproximada da Cratera Silverpit.

A cratera Silverpit localiza-se no Mar do Norte, perto da costa do Reino Unido. A cratera foi descoberta em 2002 durante a análise de dados sismícos numa análise de rotina para a exploração de petróleo. Contudo, foram propostas origens alternativas para a cratera.
Pensa-se que a cratera terá cerca de 65 milhões de anos, fazendo-a coincidir no espaço temporal com a Cratera de Chicxulub (Extinção K-T). Caso a Silverpit seja realmente uma cratera de impacto, isto pode significar que a Terra terá sido atingida nessa altura por vários objetos, possivelmente semelhantes à colisão do Cometa Shoemaker-Levy 9 com Júpiter em 1994. São conhecidas várias crateras de impacto à volta do mundo e datarão da mesma época, credibilizando esta teoria.

## Descoberta

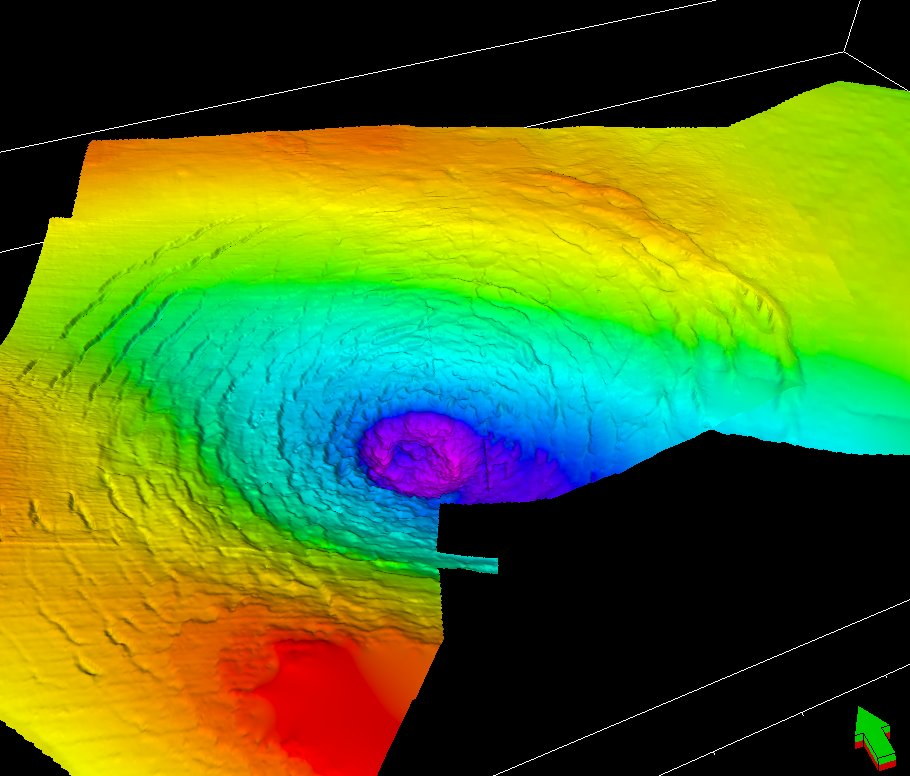
Uma vista perspectiva da área da superfície, observada do nordeste, mostrando os anéis circundando a cratera central. As falsas cores indicam a profundidade (vermelho/amarelo=raso; azul/roxo=profundo). (Créditos da imagem: Phill Allen (PGL) e Simon Stewart (BP))

A cratera foi descoberta durante a análise de dados sísmicos recolhidos pelos geocientistas petroleiros Simon Stewart, da British Petroleum, e Philip Allen, da Production Geoscience Ltd., em um ponto situado a 130 km do estuário do Humber, durante uma busca de rotina de depósitos de combustível fóssil. Allen notou um conjunto de anéis concêntricos, mas não deu interpretação a este fenômeno, e colocou uma imagem deles na parede de seu escritório, esperando que alguém lhe ajudasse a compreender o mistério de sua existência. O descobrimento e a hipótese de cratera de impacto foram publicados na revista Nature, em 2002. O nome de Silverpit tem sua origem nas bases de pesca locais.
Apenas três anos antes do anúncio do descobrimento da cratera Silverpit, havia-se sugerido que os dados sísmicos do Mar do Norte possuíam boas probabilidades de mostrar evidências de uma cratera de impacto: dada a taxa de formação de crateras na Terra e o tamanho do Mar do Norte, o número esperado de crateras de impacto era de uma.
A cratera atualmente se encontra abaixo de uma capa de sedimentos de aproximadamente 1.500 metros de profundidade, que formam a base do Mar do Norte a uma profundidade de cerca de 40 metros. Os estudos sugerem que na época da formação da cratera, a área estava entre 50 e 300 metros abaixo do nível do mar.[carece de fontes?]

## O impacto

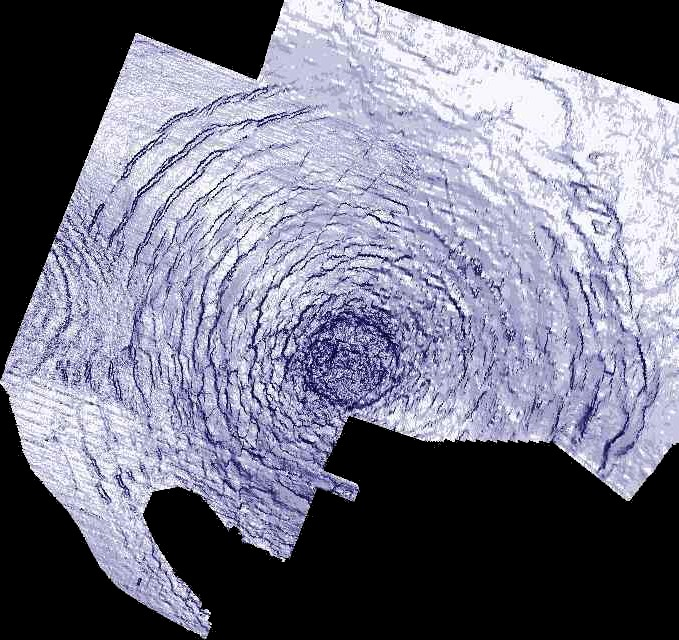
Mapa Sísmico da cratera Silverpit no Mar do Norte.

O tamanho da cratera e de certas suposições sobre a velocidade do objeto, o tamanho deste pode ser estimado. Os meteoritos geralmente movem-se a velocidades na ordem dos 20 a 50  km/s, e a estas velocidades um objeto com 120 m de diâmetro e com uma massa de 2.0×109 kg seria o necessário para criar uma cratera do tamanho da Silverpit, caso o meteorito seja rochoso. Caso tenha sido um cometa teria sido um pouco maior.
Como comparação, o meteorito que atingiu a Terra na cratera de Chicxulub tem um tamanho estimado de 9.6 km de diâmetro, enquanto que o meteorito de Tunguska em 1908 que se pensa ter sido um cometa ou asteroide tinha cerca de 60 metros de diâmetro, com uma massa de cerca 4×108 kg [5].
Um objeto de 120 m de diâmetro que colida com o mar a muitos quilômetros por segundo teria originado maremotos enormes. O que levou os cientistas a procurar evidências de grandes maremotos nas áreas envolventes que datem dessa época, mas até agora nenhuma evidência foi descoberta.

## Datação
A posição da cratera dentro das camadas de rocha e sedimentos no fundo do chão podem ser usados para verificar a sua idade: os sedimentos depositados antes da formação da cratera vão ser alterados, mas aqueles que se acumularam depois do evento não serão. Allen e Stewart descobriram que a Silverpit foi formada  em giz do Cretáceo e em xisto Jurássico, mas está coberto por uma camada de sedimentos da era terciária não perturbados. O Período Cretáceo terminou há cerca de 65 milhões de anos, e então a Silverpit deverá ter-se formado há entre 60 a 65 milhões de anos. O impacto Chicxulub, que provavelmente teve maior influência na extinção dos dinossauros, ocorreu há cerca de 65 milhões de anos.
Este método de estimativa da idade da formação é algo cru, e o resultado é questionável pelas hipóteses de não-impacto por Underhill. Outras formas possíveis de datação de impactos inclui olhar para a evidência de material ejetável como as tectanites, e depósitos de maremotos teóricos, que  poderão ser encontrados algures na bacia do Mar do Norte, mas poderá ter sido sujeito a glaciações repetidas. Ao permitir determinar uma idade mais exata, estas linhas de investigação poderiam também suportar a hipótese de impacto. Duas amostras estão a ser analisadas, depois de terem sido removidas do sistema em anel.
A análise de amostras tiradas do centro da cratera também ajudariam a determinar a idade, contudo tais amostras não foram retiradas.

## Parte de múltiplos impactos?

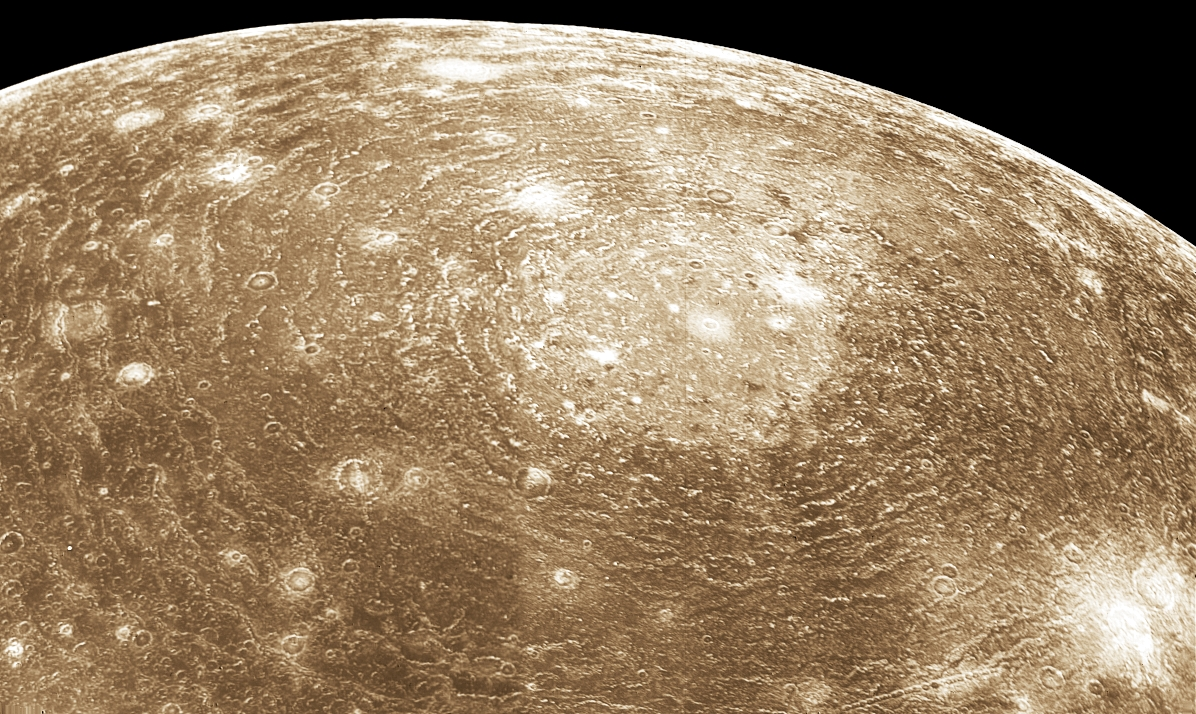
A Silverpit aparenta-se mais com a cratera Valhalla em Calisto do que com outras crateras terrestres.

A idade estimada da Silverpit leva a inevitáveis especulações sobre se está relacionada com a cratera Chicxulub e com a extinção dos dinossauros. A idade precisa ainda não é conhecida, e no momento os cientistas podem apenas especular. Contudo, várias outras crateras grandes com uma idade aproximada desta foram descobertas, todas nas latitudes 20°N e 70°N, levando à hipótese de que o impacto de Chicxulub pode ter sido um entre vários impactos que aconteceram ao mesmo tempo.
A colisão do cometa Shoemaker-Levy 9 com Júpiter em 1994 provou que interações gravitacionais podem fragmentar um cometa, levando a vários impactos durante um período de poucos dias caso o cometa colidisse com um planeta. Os cometas normalmente têm interações gravitacionais como os gigantes gasosos, e rompimentos e colisão ocorreram com muita probabilidade no passado. O cenário pode ter ocorrido com a Terra há 65 milhões de anos.
As provas para esta hipótese não são ainda muito forte. No entanto, as idades da cratera Silverpit e de outras crateras possivelmente relacionadas têm uma exatidão de alguns milhões de anos.